# 胡利加尔
胡利加尔（Huligal），是印度泰米尔纳德邦The Nilgiris县的一个城镇。总人口17048（2001年）。

## 人口
该地2001年总人口17048人，其中男性8463人，女性8585人；0—6岁人口1691人，其中男861人，女830人；识字率74.30%，其中男性为82.55%，女性为66.16%。